# Манавату-Уангануи
Манавату-Уангануи (также Манавату-Уонгануи; англ. Manawatu-Wanganui) — регион Новой Зеландии, расположен на Северном острове. Административным центр и крупнейший город — Уонгануи. Площадь региона 22 215 км², население — 222 672 чел. (2013). Регион состоит из 8 округов: Палмерстон-Норт, округ Стратфорд, округ Руапеху, округ Уангануи, округ Рангитикеи, округ Маноату, округ Хоровенуа и округ Тараруа.